# Microregione di Registro
Registro è una microregione dello Stato di San Paolo in Brasile, appartenente alla mesoregione di Litoral Sul Paulista.

## Comuni
Comprende 12 comuni:
- Barra do Turvo
- Cajati
- Cananéia
- Eldorado
- Iguape
- Ilha Comprida
- Jacupiranga
- Juquiá
- Miracatu
- Pariquera-Açu
- Registro
- Sete Barras